# Helena Tattermuschová
Helena Tattermuschová (28 de enero de 1933 – 6 de julio de 2025) fue una soprano lírica checa que desarrolló una carrera internacional. Estuvo vinculada al Teatro Nacional de Praga desde 1956 hasta 1991, y actuó principalmente en papeles de óperas de Mozart y en óperas checas, como el rol titular de La zorrita astuta de Janáček, Terinka en El jacobino de Dvořák, y Blaženka en El secreto de Smetana.

## Primeros años
Tattermuschová nació en Praga el 28 de enero de 1933. Creció en una familia numerosa de clase trabajadora en el distrito de Libeň, en Praga. Recibió su primera formación vocal de su maestro de coro escolar, Václav Matoušek. Al terminar la escuela municipal, estudió interpretación vocal con Vlasta Linhartová en la Academia de Música de Praga desde 1948 hasta 1953. Posteriormente estudió en la Facultad de Música y Danza de la Academia de Artes Escénicas de Praga con Jaromíra Tomášková entre 1953 y 1954. Durante sus estudios, actuó en el Conjunto Artístico Universitario de la Universidad Carolina entre 1950 y 1954. Ya se presentaba en el Teatro Nacional de Praga (entonces llamado Teatro Smetana) desde junio de 1953, en roles como la sirvienta Barče en El beso de Smetana, el pinche de cocina Kuchtík en Rusalka de Dvořák, Esmeralda en La novia vendida de Smetana y Pasáček en Krútňava de Eugen Suchoň. Ganó el segundo premio en el concurso de canto del Festival Internacional de Música Primavera de Praga en 1954 y ese mismo año fue nombrada laureada en la categoría de soprano del concurso internacional en Praga que lleva el nombre de las legendarias estrellas de la ópera checa Emmy Destinn (Ema Destinnová) y Karel Burian.

## Carrera
Tras completar sus estudios, Tattermuschová fue contratada por el Teatro Zdeněk Nejedlý de la Ópera de Ostrava (actual Teatro Nacional Moravo-Silesiano), debutando como Musetta en La bohème de Puccini en 1955. Guiada por el director musical Rudolf Vašata, interpretó allí 22 papeles, incluidos 14 papeles protagonistas. Poseía una voz de soprano lírica aguda, lo que la llevó a ser elegida durante muchos años para roles juveniles y papeles de hombre. Actuó en Ostrava como Olympia en Los cuentos de Hoffmann de Offenbach, el papel titular en La traviata de Verdi, Ludiše en Los brandenburgueses en Bohemia de Smetana, todos en 1955, y Konstanze en El rapto en el serrallo de Mozart en 1956.
Tattermuschová se convirtió en miembro del Teatro Nacional de Praga en 1956, donde continuó cantando durante 35 años, hasta 1991. La distintiva cualidad vocal juvenil de Tattermuschová la llevó a interpretar papeles como Papagena en La flauta mágica de Mozart, Zerlina en Don Giovanni y Susanna en Las bodas de Fígaro. También interpretó roles de coloratura como Rosina en El barbero de Sevilla de Rossini y Gilda en Rigoletto de Verdi.
La contribución singular de Tattermuschová fue interpretar el repertorio checo tanto a nivel nacional como internacional, así como en grabaciones. Disfrutó de uno de sus mayores triunfos en 1970 en el papel titular de La zorrita astuta de Janáček, que posteriormente grabó. Un crítico de la revista Gramophone describió su interpretación como «cautivadora, cálida, sutilmente femenina», «cantada con brillo y sensibilidad». La película de esa producción fue galardonada con el Gran Premio de la Académie Charles Cros, el Disco de Oro de Japón y el Premio Primavera de Praga.
Su voz juvenil hizo que Tattermuschová encarnara el papel clave del joven Aljeja en el elenco casi exclusivamente masculino de Desde la casa de los muertos de Janáček (interpretado también en el Festival Internacional de Edimburgo de 1964). También interpretó a Kristina en El caso Makropulos. Cantó en óperas checas de Smetana, como la hija del consejero Blaženka en El secreto, Jitka en la ópera Dalibor, la alegre viuda Karolina en Las dos viudas y Katuška en La muralla del diablo; y de Dvořák, como la hija del maestro Terinka en El jacobino. Sus papeles también incluyeron a Blonde en El rapto en el serrallo de Mozart y Despina en Così fan tutte; Oscar en Un baile de máscaras de Verdi y Nanetta en la ópera Falstaff; Micaela en Carmen de Bizet, Mimì en La bohème de Puccini, Liù en Turandot, Madama Butterfly y Lauretta en Gianni Schicchi, y Sophie en El caballero de la rosa de R. Strauss. Dotó a sus personajes de carácter, actuando con gracia y viveza, y con un delicado sentido del humor".
Fuera de Checoslovaquia, Tattermuschová actuó como artista invitada en el Liceo de Barcelona, La Monnaie de Bruselas, Ámsterdam, la Ópera Nacional de Bulgaria en Sofía, el Gran Teatro de Varsovia, en Nápoles y Venecia. Participó en el estreno en el Reino Unido de Las excursiones del señor Brouček a la Luna de Janáček en el Festival de Edimburgo.
Tattermuschová realizó ochenta grabaciones para la Radio Checoslovaca. Estuvo activa en recitales y conciertos, no solo con repertorio clásico de Mozart, Haydn y Dvořák, sino también con obras contemporáneas como Praise of Light de Svatopluk Havelka y Cris du Monde de Honegger. Interpretó la Novena Sinfonía de Beethoven, y la Misa en si menor y la Pasión según San Mateo de Bach.

## Años posteriores
Desde 1977 hasta 1991, Tattermuschová enseñó interpretación vocal de ópera en el Conservatorio de Praga. Recibió el Premio Thalia en 2013 por el conjunto de su carrera.
Tattermuschová falleció en Praga el 6 de julio de 2025, a los 92 años.

## Grabaciones
Tattermuschová realizó la mayoría de sus grabaciones para el sello Supraphon, con el Coro y la Orquesta del Teatro Nacional de Praga.
- Janáček: La zorrita astuta (en el papel titular),[1] con de y Zdeněk Kroupa, dirigida por Bohumil Gregor[10] OCLC 643453902
- Janáček: La zorrita astuta (como Cocholka la gallina), dirigida por Václav Neumann OCLC 659254891
- Janáček: El caso Makropulos[1] (como Kristina), con Libuše Prylová, Ivo Žídek y Viktor Kočí, dirigida por Gregor OCLC 1344380029
- Janáček: Jenůfa (como Jano), con Libuše Domanínská, Vilém Přibyl y Žídek, dirigida por Gregor OCLC 909124452
- Janáček: Desde la casa de los muertos[1] (como Aljeja), con cs, Beno Blachut y Žídek, dirigida por Gregor[12] OCLC 753153998
- Gluck: Escenas de sus óperas, Orfeo (como Amore),[1] con Věra Soukupová y Naděžda Kniplová, dirigida por Peter Maag OCLC 1281915242
- Smetana: Ópera Libuše con Niplová, Bednář, Pribyl, Milada Šubrtová, Soukupová, Kroupa y Žídek, dirigida por Jaroslav Krombholc OCLC 1514701305
- Orff: Trionfi (Carl Orff), Catulli Carmina, con Žídek, dirigida por Václav Smetáček[12] OCLC 761612147
- Pavel Kovařovic: Psohlavci con Antonín Votava, Blachut, cs, Marta Krásová, Zdeněk Otava, dirigida por František Dyk OCLC 1385403312
- Jakub Jan Ryba: My Lovely Nightingale (Pastorella para soprano, flauta, órgano y orquesta), dirigida por Smetáček[12] OCLC 839074283
- Arthur Honegger: Cris du monde (Oratorio para solistas vocales, coro y orquesta), dirigida por Serge Baudo[12] OCLC 716412553
- Luboš Fišer: Lamento sobre la ciudad destruida de Ur (y otras obras) con Karel Berman, dirigida por Pavel Kühn[12] OCLC 1026411711